# Austin FC
Austin FC je fotbalový klub z amerického Austinu. Klub byl založen v lednu 2019 a v Major League Soccer bude působit od roku 2021.

## Historie
Austin FC je prvním profesionálním fotbalovým klubem na nejvyšší úrovni v oblasti Austinu. Předchozí fotbalový tým byl Austin Aztex FC, který se v roce 2008 přestěhoval do Orlanda a následně vstoupil do MLS jako Orlando City SC, pak zde byl klub Austin Aztex, který zanikl v roce 2015 a Austin Bold FC, který působí v nižší lize a se stadionem v objektu závodní dráhy Circuit of the Americas.
V říjnu 2017 operátor Precourt Sports Ventures oznámil svůj zájem přesunout klub Columbus Crew SC do Austinu pro sezonu 2019. V říjnu 2018 skupina podnikatelů z Ohia ohlásila, že se pokusí odkoupit tým Columbusu s cílem jeho udržení ve městě. V prosinci 2018 byla dosažena dohoda s radou města Austin ohledně výstavby nového fotbalového stadionu ve městě. Devět dní po dohodě se uskutečnil obchod mezi Precourt Sports Ventures a podnikateli z Ohia – Columbus Crew zůstane v Ohiu a v Austinu vznikne nový klub. Klub Austin FC byl oficiálně představen 15. ledna 2019 a v Major League Soccer bude působit od roku 2021.

## Soupiska
Pro sezonu 2025
| Číslo |           | Pozice | Hráč                 |
| ----- | --------- | ------ | -------------------- |
| 1     | USA       | B      | Brad Stuver          |
| 3     | Dánsko    | O      | Mikkel Desler        |
| 4     | USA       | O      | Brendan Hines-Ike    |
| 6     | Španělsko | Z      | Ilie Sánchez         |
| 7     | Kolumbie  | Ú      | Jáder Obrian         |
| 9     | USA       | Ú      | Brandon Vázquez (DP) |
| 10    | Albánie   | Ú      | Myrto Uzuni (DP)     |
| 11    | Ghana     | Ú      | Osman Bukari DP      |
| 12    | USA       | B      | Damian Las (HG)      |
| 14    | Švédsko   | Ú      | Besard Šabovic       |
| 15    | Finsko    | O      | Leo Väisänen         |

| Číslo |           | Pozice | Hráč              |
| ----- | --------- | ------ | ----------------- |
| 17    | Irsko     | O      | Jon Gallagher     |
| 18    | Kostarika | O      | Julio Cascante    |
| 19    | USA       | Ú      | CJ Fodrey (GA)    |
| 21    | Chile     | Ú      | Diego Rubio       |
| 23    | Slovinsko | O      | Žan Kolmanič      |
| 26    | Libérie   | Ú      | Jimmy Farkarlun   |
| 29    | Brazílie  | O      | Guilherme Biro    |
| 30    | USA       | B      | Stefan Cleveland  |
| 32    | USA       | Z      | Micah Burton (HG) |
| 33    | USA       | Z      | Owen Wolff (HG)   |
|       |           |        |                   |

## Realizační tým

### Vedení
- Majoritní vlastník a ředitel –  Anthony Precourt
- Sportovní ředitel –  Claudio Reyna

### Trenér
- Hlavní trenér –  Josh Wolff
- Asistent trenéra –  Davy Arnaud